# Ordizan
Ordizan é uma comuna francesa na região administrativa de Occitânia, no departamento dos Altos Pirenéus. Estende-se por uma área de 5,89 km². Em 2010 a comuna tinha 552 habitantes (densidade: 93,7 hab./km²).